# Anne-Grete Strøm-Erichsen
Anne-Grete Hjelle Strøm-Erichsen, född 21 oktober 1949 i Bergen, är en norsk politiker inom Arbeiderpartiet och utbildad dataingenjör. Hon var försvarsminister (2005–2009 och 2012–2013) och hälsominister (2009–2012) i Regeringen Stoltenberg II.

## Karriär
Strøm-Erichsen var medlem av Bergen bystyre 1987–2007, vice borgmästare 1998–1999 och borgmästare 1999–2000. År 2000–2003 var hon den första ledaren för det nygrundade byrådet. Arbeiderpartiet tappade emellertid mycket stöd i Bergen vid kommunvalet 2003, och Strøm-Erichsen tvingades avgå. Från 2002 till 2007 var hon ledamot av partistyrelsen.
Hon är stortingsrepresentant för Hordaland från 2005. Hon var försvarsminister 2005–2009 och hälso- och omsorgsminister 2009–2012; 2012–2013 var hon ånyo försvarsminister.